# Gray (Maine)
Pour les articles homonymes, voir Gray.
Gray est une ville américaine située dans le Comté de Cumberland, dans le Maine. Selon le recensement de 2020, sa population est de 8 269 habitants. La ville est située à l'intersection des routes nationales 4, 26, 100, 115, 202 et de la sortie 63 du Maine Turnpike, à mi-chemin entre les deux plus grandes villes de l'État, Portland et Lewiston. La ville borde les lacs Little Sebago, Crystal et Forest.
Gray abrite le siège régional du Département des pêches intérieures et de la faune du Maine, qui gère une écloserie de poissons et un parc animalier. Il abrite également le bureau de prévisions météorologiques de Gray/Portland du service météorologique national de la NOAA responsable des prévisions et des avertissements météorologiques pour le New Hampshire et l'ouest du Maine.